# Coupe Memorial 1927
Navigation
Édition précédente Édition suivante
La finale de l'édition 1927 de la Coupe Memorial se joue au Arena Gardens de Toronto en Ontario. Le tournoi est disputé dans une série au meilleur de trois rencontres entre le vainqueur du Trophée George T. Richardson, remis à l'équipe championne de l'est du Canada et le vainqueur de la Coupe Abbott remis au champion de l'ouest du pays.

## Équipes participantes
- Les Greys d'Owen Sound de l'Association de hockey d'Ottawa, en tant que vainqueurs du Trophée George T. Richardson.
- Les West Ends de Port Arthur de la Ligue de hockey junior de Thunder Bay en tant que vainqueurs de la Coupe Abbott.

### Résultats
Les Greys d'Owen Sound remportent la Coupe en deux rencontres.
|  | Greys d'Owen Sound | 5-4 | West Ends de Port Arthur | Toronto |

|  | Greys d'Owen Sound | 5-3 | West Ends de Port Arthur | Toronto |

## Effectifs
Voici la liste des joueurs des Greys d'Owen Sound, équipe championne du tournoi 1927 :
- Dirigeant et Entraîneur : Bill Hancock et Father J. Spratt.
- Joueurs : Red Beattie, Benny Grant, John Grant, Martin Lauder, Jack Markle, Shrimp McDougall, Alvin Moore, Paddy Paddon, H. Smith